# Loretta Lynch
Loretta Elizabeth Lynch (Greensboro, 21 maggio 1959) è una politica statunitense.

## Biografia
Lynch ha svolto le funzioni di procuratore per il Distretto Est di New York dal 1999 al 2001 e poi dal 2010 al 2014.
Nel novembre 2014 Barack Obama annunciò di averla scelta per la carica di Procuratore generale degli Stati Uniti, come sostituta di Eric Holder. È stata successivamente confermata dalla Commissione di giustizia del Senato il 26 febbraio 2015 e la sua nomina è stata approvata dal Senato con 56 voti favorevoli e 43 contrari il 23 aprile. Entra in carica il 27 dello stesso mese, diventando la prima donna afroamericana ad accedere a tale ruolo, la seconda afroamericana dopo il predecessore Holder e la seconda donna dopo Janet Reno, che fu in carica durante l'amministrazione Clinton.
Nel 2018 viene coinvolta in un'inchiesta secondo la quale il Dipartimento di Giustizia, guidato all'epoca da Lynch, avrebbe nel 2016 abusato della legge Fisa, ovvero la norma che regola le intercettazioni telefoniche, sfruttandola durante la campagna elettorale presidenziale.